# Niki (film)
Pour les articles homonymes, voir  Niki.
Pour plus de détails, voir Fiche technique et Distribution.
Niki est un film français réalisé par Céline Sallette et sorti en 2024. Il s'agit du premier long métrage de la réalisatrice, retraçant la vie et l'œuvre de l'artiste militante féministe Niki de Saint Phalle (1930-2002),.
Il est présenté en avant-première mondiale dans la section « Un certain regard » du Festival de Cannes 2024, en compétition pour la Caméra d’or.

## Synopsis
Le film retrace la vie et l'œuvre de Niki de Saint Phalle, entre les années 1950 et 1960.

## Fiche technique
Sauf indication contraire, les informations mentionnées dans cette section peuvent être confirmées par la base de données cinématographiques Unifrance,  présente dans la section « Liens externes ».
- Titre original : Niki
- Réalisation : Céline Sallette
- Scénario : Samuel Doux et Céline Sallette
- Musique : Para One
- Décors : Rozenn Le Gloahec
- Costumes : Matthieu Camblor et Marion Moulès
- Photographie : Victor Seguin
- Son : Jean-Pierre Duret et Paul Heymans
- Montage : Clémence Diard
- Production : Julien Deris et David Gauquié (Cinéfrance Studios)
  - Coproduction : Jalil Lespert (Onzecinq) et Jean-Luc Ormières (Cinéfrance Studios) ; Florence Gastaud (Les Compagnons du Cinéma)
- Sociétés de production : Cinéfrance Studios et Wild Bunch Distribution, en coproduction avec France 2 Cinéma et Onzecinq (France), Be TV / VOO La Compagnie Cinématographique, Panache Productions et Proximus (Belgique), en association avec 5 SOFICA
- Sociétés de distribution : Wild Bunch Distribution ; Paradiso Entertainment (Belgique), Praesens Film (Suisse romande)
- Pays de production :  France
- Langue originale : français
- Format : couleur — 1,55:1 — son 5.1
- Genre : biographie
- Durée : 98 minutes
- Dates de sortie[6] :
  - France : 23 mai 2024 (Festival de Cannes) ; 9 octobre 2024 (sortie nationale)
  - Belgique : 9 octobre 2024

## Distribution
- Charlotte Le Bon : Niki de Saint Phalle
- John Robinson : Harry Mathews, écrivain et poète, premier époux
- Damien Bonnard : Jean Tinguely, artiste, second époux
- Judith Chemla : Eva Aeppli, artiste
- Alain Fromager : Dr Cossa
- Virgile Bramly : le chevalier
- Grégoire Monsaingeon : André de Saint-Phalle, père de Niki
- Nora Arnezeder : Jacqueline de Saint-Phalle, mère de Niki
- John Fou : Daniel Spoerri, artiste plasticien
- Quentin Dolmaire : Pierre Restany, historien de l'Art
- Hugo Brunswick : Arman, artiste
- Éric Pucheu : François Dufrêne, plasticien et poète
- Xavier de Guillebon : René Drouin, galeriste
- Romain Sandère : Hugh Weiss, artiste

## Production

### Développement
En août 2021, lors d'un entretien, Céline Sallette déclare être « en train d'écrire un film sur Niki de Saint Phalle », avec le scénariste Samuel Doux, après l'avoir vue dans un entretien datant de 1965 sur Instagram. Ce premier long métrage est produit par Jalil Lespert qui, d'ailleurs, avait également la même idée qu'elle, avec les sociétés françaises Cinéfrance Studios et Wild Bunch Distribution qui, cette dernière, gèrera aussi la distribution dans les salles françaises.

### Attribution des rôles
En avril 2022, Céline Sallette révèle son choix de Charlotte Le Bon dans le rôle de Niki de Saint Phalle du fait qu'elle lui ressemble, qu'elle a débuté comme mannequin et qu'elle est elle-même artiste, : « Ça m’a aidée pour les gestes, je n’ai pas eu besoin de les apprendre. Le fait d’utiliser la création comme une sorte d’exutoire, c’est aussi un sentiment que je comprends parfaitement, donc je n’ai pas eu de mal à me plonger dedans », explique-t-elle.
Fin avril 2024, Damien Bonnard, Judith Chemla et John Robinson sont mentionnés dans les rôles du deuxième mari, Jean Tinguely, de l'artiste féministe, Eva Aeppli, et du premier mari, Harry Mathews.

### Tournage
Le tournage a lieu dans les Alpes-Maritimes, en 2023, précisément à Nice, Cagnes-sur-Mer, Gattières et Saint-Jeannet.
Durant le tournage, la réalisatrice ne peut montrer aucune des œuvres de Niki de Saint-Phalle, faute d'accord avec les ayants-droit.

## Accueil

### Festival et sortie
Fin avril 2023, la distribution Pulsar Content acquiert Niki pour les ventes internationales. Mi-février 2024, cette société a vendu le film dans des territoires majeurs. Le 11 avril suivant, le film est sélectionné dans la section « Un certain regard » du Festival de Cannes. Le 8 mai, il entre en compétition pour la Caméra d’or. La première projection a lieu en salle Debussy, en plein après-midi du 23 mai.
Wild Bunch sort le film le 9 octobre 2024 dans les salles obscures.

### Accueil critique
Pour Françoise Dargent du Figaro, « Céline Sallette évoque avec élégance et justesse le destin de Niki de Saint Phalle. », de même qu'Odile Morain de France Info semble être émerveillée : « Charlotte Le Bon enfile avec grâce les beaux costumes et les tourments de l'artiste » dans le film qui « suit avec délicatesse l'éclosion progressive de ce papillon » et qui « a enchanté les spectateurs de la Croisette. ».

## Distinctions

### Nominations
- Festival de Cannes 2024 :
  - section « Un certain regard »[3]
  - Caméra d'or[4]

## Anachronismes
- lorsque Niki de Saint-Phalle visite le musée du Louvre, il s'agit des salles restaurées en 2023, postérieures aux grands travaux de celles en 1993 et à la restauration de la Victoire de Samothrace, et non de celles qu'aurait pu découvrir la plasticienne dans les années 1950,
- lorsque Laura, fille de Niki, récite le Notre Père, elle utilise la formule « Ne nous laissez pas entrer en tentation » apparue seulement en 2017.

## Accueil